# محوطه قلعه تک چلیچه
محوطه قلعه تک چلیچه مربوط به عصر آهن - دوره هخامنشی است و در شهرستان فارسان، بخش مرکزی، دهستان میزدج سفلی، روستای چغاهست واقع شده و این اثر در تاریخ ۲۷ اسفند ۱۳۸۷ با شمارهٔ ثبت ۲۶۵۶۰ به‌عنوان یکی از آثار ملی ایران به ثبت رسیده است.